# Rudolf Kock
Jonas Rudolf Eriksson Kock (ur. 29 czerwca 1901 w Nacka, zm. 31 października 1979 w Sztokholmie) – brydżysta i szwedzki piłkarz grający na pozycji napastnika. W swojej karierze rozegrał 37 meczów i strzelił 12 goli w reprezentacji Szwecji.

## Kariera klubowa
W swojej karierze piłkarskiej Kock grał w klubie AIK Fotboll. W sezonie 1922/1923 wywalczył z AIK tytuł mistrza Szwecji.

## Kariera reprezentacyjna
W reprezentacji Szwecji Kock zadebiutował 29 maja 1919 roku w wygranym 1:0 towarzyskim meczu z Finlandią, rozegranym w Sztokholmie. W 1924 roku zdobył ze Szwecją brązowy medal na igrzyskach olimpijskich w Paryżu. Od 1919 do 1925 roku rozegrał w kadrze narodowej 37 spotkań i zdobył w nich 12 bramek.

## Wyniki brydżowe

### Zawody światowe
W światowych zawodach zdobył następujące lokaty:
| Mistrzostwa Świata. Konkurencja teamów | Mistrzostwa Świata. Konkurencja teamów | Mistrzostwa Świata. Konkurencja teamów | Mistrzostwa Świata. Konkurencja teamów | Mistrzostwa Świata. Konkurencja teamów | Mistrzostwa Świata. Konkurencja teamów |
| Rok                                    | Miejsce                                | Zawody                                 | Kategoria                              | Drużyna                                | Pozycja                                |
| -------------------------------------- | -------------------------------------- | -------------------------------------- | -------------------------------------- | -------------------------------------- | -------------------------------------- |
| 1953                                   | Nowy Jork                              | 3. Mistrzostwa Świata Teamów           | Open                                   | Sweden                                 | 2                                      |
| 1950                                   | Southampton                            | 1. Mistrzostwa Świata Teamów           | Open                                   | Sweden-Iceland                         | 3                                      |

### Zawody europejskie
W europejskich zawodach zdobył następujące lokaty:
| Zawody europejskie. Konkurencja teamów | Zawody europejskie. Konkurencja teamów | Zawody europejskie. Konkurencja teamów | Zawody europejskie. Konkurencja teamów | Zawody europejskie. Konkurencja teamów | Zawody europejskie. Konkurencja teamów |
| Rok                                    | Miejsce                                | Zawody                                 | Kategoria                              | Drużyna                                | Pozycja                                |
| -------------------------------------- | -------------------------------------- | -------------------------------------- | -------------------------------------- | -------------------------------------- | -------------------------------------- |
| 1952                                   | Dún Laoghaire                          | 13. Mistrzostwa Europy Teamów          | Open                                   | Sweden                                 | 1                                      |
| 1950                                   | Brighton                               | 11. Mistrzostwa Europy Teamów          | Open                                   | Sweden                                 | 2                                      |
| 1949                                   | Paryż                                  | 10. Mistrzostwa Europy Teamów          | Open                                   | Sweden                                 | 2                                      |
| 1948                                   | Kopenhaga                              | 9. Mistrzostwa Europy Teamów           | Open                                   | Sweden                                 | 2                                      |
| 1939                                   | Haga                                   | 8. Mistrzostwa Europy Teamów           | Open                                   | Sweden                                 | 1                                      |